# Norwegische Grenzmeile
Die Norwegische Grenzmeile war ein norwegisches Längenmaß aus dem Dänischen.
- 1 Norwegische Grenzmeile = 30.000 Fuß = 9412,899 Meter

Zum Vergleich die einfache Meile:
- 1 Meile (norweg.)/Mil = 6000 Faden/Favn = 18000 Ellen/Alen = 36000 Fuß/Fod = 11,295468 Kilometer